# The Dana Carvey Show
The Dana Carvey Show est une série télévisée à sketchs américaine en huit épisodes de 25 minutes créée par Dana Carvey dont sept épisodes ont été diffusés du 12 mars au 30 avril 1996 sur le réseau ABC.
Louis C.K. en est le scénariste principal, après avoir travaillé pour Conan O'Brien et David Letterman. La distribution accueille beaucoup de vétérans de l’improvisation ou du stand-up issus de Saturday Night Live ou de la troupe théâtrale comique de Chicago The Second City.
Huit épisodes ont été produits, mais seulement sept furent diffusés avant que la chaîne n'annule prématurément la série, en raison de son contenu controversé. La série a cependant contribué à faire connaître des humoristes comme Louis C.K., Steve Carell et Stephen Colbert.

## Distribution
Chaque acteur interprète plusieurs personnages :
- Dana Carvey
- Steve Carell
- Bill Chott
- Stephen Colbert
- Elon Gold
- Chris McKinney
- Heather Morgan
- Peggy Shay
- Robert Smigel
- James Stephens III

## Scénario
- Charlie Kaufman
- Louis C.K.
- Jon Glaser
- Dino Stamatopoulos
- Spike Feresten
- Stephen Colbert
- Steve Carell
- Robert Carlock

## Épisodes
1. Titre français inconnu (The Taco Bell Dana Carvey Show)
2. Titre français inconnu (The Mug Root Beer Dana Carvey Show)
3. Titre français inconnu (The Mountain Dew Dana Carvey Show)
4. Titre français inconnu (The Diet Mug Root Beer Dana Carvey Show)
5. Titre français inconnu (The Pepsi Stuff Dana Carvey Show)
6. Titre français inconnu (The Szechuan Dynasty Dana Carvey Show)
7. Titre français inconnu (The Dana Carvey Show #7)
8. Titre français inconnu (The Dana Carvey Show #8) (jamais diffusé)